# ロドデノール
ロドデノール（Rhododenol）は白樺の樹皮やメグスリノキなどに多く含まれる成分。正確にはロドデンドロール(rhododendrol)。ラズベリーケトンのケトン基を水酸基に還元した形の化合物である。別名は、4-(4-ヒドロキシフェニル)-2-ブタノール (略称4-HPB)。
2008年にカネボウ化粧品が認可を得て医薬部外品の美白成分として化粧品に配合され、後に白斑の症状の訴えがあり2013年に回収された。症状の訴えは約2万人に上った。

## 分布
白樺の樹皮やメグスリノキなどに多く含まれている。

## 開発
1942年、日本でハクサンシャクナゲ Rhododendron fauriaei から発見・命名された。
2008年1月、「メラニン生成を抑え、しみ、そばかすを防ぐ効果を有する」新規の医薬部外品の有効成分としてカネボウは厚生労働省の認可を取得した。カネボウ化粧品は開発の過程で成人女性約330人を対象に試験などを実施、安全性を確認した。その年から2013年4月にかけて、ロドデノール配合の美白化粧品が全国の百貨店や量販店など約1万5千店で累計436万個販売された。
2013年5月13日、ロドデノール配合の製品を使って肌がまだらに白くなった人が3名いるとの連絡が皮膚科医からカネボウ化粧品に入り、これにより社長が被害を把握した。それまでは担当者が「化粧品による症状ではない」と判断して医師を紹介する対応に留め経営陣には伝わらず、社内の被害情報システムにも登録されていなかった。2週間後の5月27日に同社が医療機関を訪問して調査を開始した。
後に明らかになったことだが、カネボウの承認申請時に、原料となるラズベリーケトンによって白斑症状が報告されていた論文を挙げて白斑は経時的に治癒したと記載したが、実際の論文の内容は白斑症状は完全に消失していないというものであった。

## 薬理
ロドデノールはチロシナーゼ阻害剤であり、濃度依存的にチロシナーゼ（チロシンヒドロキシラーゼ）を阻害することで色素のメラニンの生合成を抑止する美白作用があったが、その過程で生じる代謝産物のヒドロキシロドデンドロールはメラニン細胞に対する強い毒性を持つ。

## 副作用
疫学調査では、2014年10月に日本皮膚科学会より、ロドデノール含有化粧品の安全に関する特別委員会報告書が公表され、患者年齢は多い順に 60代＞50代＞40代＞30代≒70代、年間を通しては7月と8月に患者が比較的多かった。1,338人の調査から、96％で製品使用部位に、顔では約93%に、首では約59%に、約44%に炎症があり、85%の症例では自然に生じた尋常性白斑との区別が困難とされた。パッチテストによるアレルギー陽性が検出される接触アレルギーは発症要因ではない。
塗布部位から離れた場所にも色素脱失を生じることがあり、使用中止後の変化は、7%の人で治癒、27%が半分以上改善、38%半分未満改善、25%で変化なし、2%で大きくなった。67%が治療無しで改善していっているが、白斑の標準的な治療を受けた場合には77%が改善した。

### 白斑の機序
ロドデノールによる白斑形成の機序の詳細について、2014年9月、株式会社カネボウ化粧品 価値創成研究所は、ロドデノールのチロシナーゼ代謝産物（ヒドロキシロドデンドロール）が、小胞体ストレス応答活性化またはカスパーゼ3活性化、あるいはその両方の機序によってアポトーシスを誘導する可能性が示唆されたことを発表した。
代謝されたロドデノールの酸化体がメラニン細胞の細胞死につながる可能性がある。

## 健康被害と自主回収

### 日本
医薬品医療機器総合機構に報告書を提出し、カネボウと親会社である花王のそれぞれの経営会議を経て自主回収に踏み切ることとした。なお強制的な自主回収を命じられる薬事法上の重篤なものに当たらず、厚生労働省からは対応の判断を委ねられた。
2013年7月4日、カネボウ化粧品と関連会社の株式会社リサージ、株式会社エキップは皮膚がまだらに白くなる症状（白斑）との関連性が懸念されるとしてこの成分を配合する8ブランド54製品を自主回収すると発表した。日本国内では販売済みの約45万個と店頭にある58万個、あわせて100万個以上が対象となり、回収費用は約50億円。消費者庁は「ただちに使用を中止し、相談窓口に連絡する」ことを呼び掛けた。その時点で約25万人が使用しておりカネボウ化粧品が4日に設置したフリーダイヤル300回線には当日だけで約1万5千件の問い合わせが殺到し対応できない状態が続いた。
7月17日、日本皮膚科学会内に「ロドデノール含有化粧品の安全性に関する特別委員会」（委員長：松永佳世子教授）を設置、対応していくこととなった。
7月23日、カネボウ化粧品および関連2社が自主回収発表後の状況と対応について第2報を発表。それによると7月19日現在までに寄せられた問い合わせはフリーダイヤル約10万5千人、店頭約5万8600人。回収状況は顧客から80%、店頭から86.8%。「該製品を使用し、白斑様症状を発症したお客様には、完治するまで責任をもって対応する」を基本方針とする「ロドデノール対策本部（本部長：代表取締役社長執行役員夏坂真澄）」を設置。白斑についての申し出数は6,808名（不安を感じる方を含む。うち「3箇所以上の白斑」「5cm以上の白斑」「顔に明らかな白斑」のいずれかの症状を含む方が2,250名）であり、19日までに3,181名を訪問。社員による全員の訪問にむけて活動中であるとした。またこの発表とは別に、社員247人に症状がみられたことも明らかになった。症状が確認された利用者には医療費や医療機関への交通費、慰謝料を支払う方針で、補償基準の詳細は今後検討する。
7月24日、消費者庁の阿南久長官は定例の記者会見で「5月の時点で使用中止を呼び掛けていれば、被害を少しでも減らせたはずだ」と指摘。今後の消費者庁としての対応について、カネボウ化粧品の対応を注視し「製品の回収状況や被害の広がり、被害者の回復の状況などは、週に1度は報告を求めたい」とした。消費者の間で同社商品の買い控えが広がった。
2018年11月までに症状の訴えは約2万人となり、うち1万8千人と合意した。

### 日本国外
台湾、香港、大韓民国、タイ王国、シンガポール、マレーシア、インドネシア、ミャンマー、フィリピン、ベトナムのアジア10か国・地域で販売の製品も回収対象となる。台湾での対象は10万個を超え、化粧品の回収数としては台湾史上最大。台湾でも181人が症状を訴え、うち58人は肌の症状と該当の化粧品に直接の関係がないことが確認されたが、残り54人はカネボウ製品の台湾販売代理店「東方美企業」の職員同伴で診察を受けているという。中国では該当製品を販売していなかったがオンラインショッピングなどさまざまなルートから中国本土に流入しており7月21日までに176件の返品を受け付けた。